# Phryganostola achlyoessa
Phryganostola achlyoessa är en fjärilsart som beskrevs av Edward Meyrick 1880. Phryganostola achlyoessa ingår i släktet Phryganostola och familjen gnuggmalar. Inga underarter finns listade i Catalogue of Life.

## Bildgalleri

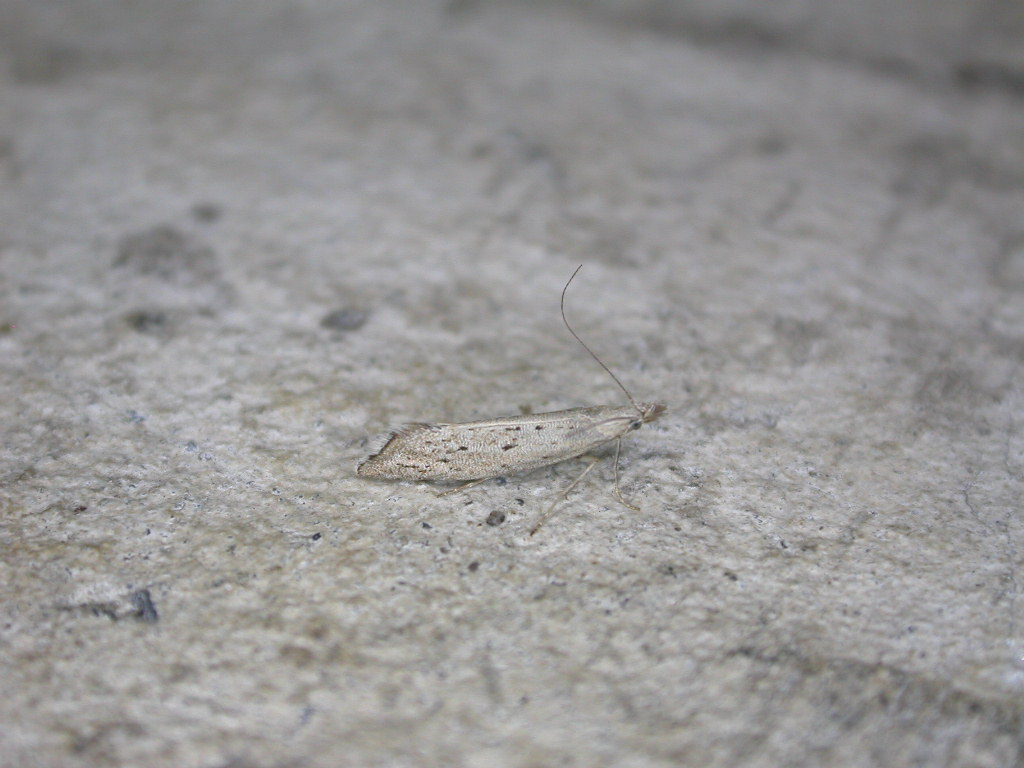